# قرن 1 ق هـ
القرن الأول قبل الهجرة في التقويم الهجري هو القرن الذي يصادف في التقويم الميلادي من 525 - 622 بعد الميلاد، وبسبب عدم انتشار التدوين عند العرب في ذلك الوقت، فإن التواريخ الدقيقة الخاصة بتلك الفترة يحتمل أن تكون تقريبية، أو خاطئة.

## أحداث
- نزول السور المكية
- عام الفيل
- بداية الدعوة المحمدية
- موقعة ذي قار
- الإسراء والمعراج
- شق القمر
- عام الحزن
- الهجرة إلى الحبشة
- حادث شق الصدر
- حصار الشعب
- معركة أنطاكيه 613
- هرقل يسقط فوقاس ويصبح امبراطور الإمبراطورية البيزنطية.
- معركة أسوس 622
- الحرب الساسانية-البيزنطية 602-628
- انهيار مملكة حمير
- انهيار مملكة الغساسنة
- انهيار مملكة المناذرة
- رفع دية الرجل إلى 100 من الإبل.
- بيعة العقبة.
- حرب الفجار.
- انتهاء حرب البسوس.

## مواليد
- مولد النبي محمد
- مولد العشرة المبشرين بالجنة وهم:
  - أبو بكر الصديق
  - عمر بن الخطاب
  - عثمان بن عفان
  - علي بن أبي طالب
  - عبد الرحمن بن عوف
  - سعد بن أبي وقاص
  - أبو عبيدة عامر بن الجراح
  - طلحة بن عبيدالله
  - الزبير بن العوام
  - سعيد بن زيد
- مولد القاسم بن محمد
- مولد عبد الله بن محمد
- الأحوص بن جعفر
- عمرو بن كلثوم
- المسيب بن علس
- عنترة بن شداد
- كيرلس السكيثوبوليسي
- ليوفيجيلد
- يوحنا السلمي
- الوليد بن المغيرة
- صوفيا (إمبرطورة)
- معقل بن خويلد الهذلي
- أوس بن حجر
- أوغسطين أسقف كانتربيري
- تالييسن
- النابغة الذبياني
- تشن وان
- سيجيبيرت الأول
- قيس بن عاصم التميمي
- نتيلة بنت جناب
- إفاغريوس سكولاستيكوس
- سعيد بن العاص بن أمية
- الإمبراطور بيداتسو
- تشي يي
- شيلبيريك الأول
- أوثاري ملك اللومبارد
- تيبريوس الثاني
- عروة بن الورد
- غاريبالد الأول من بافاريا
- غريغوري الأول
- كريدا
- هرمز الرابع
- أبو قحافة
- أبو طالب بن عبد المطلب
- العاص بن وائل السهمي
- الإمبراطور وين من سوي
- النباش بن زرارة التميمي
- عبد الله بن عبد المطلب
- أكيدر بن عبد الملك
- فوقاس
- أبو لهب
- باباي الكبير
- بونيفاس الرابع
- عدي بن زيد العبادي
- يوحنا موسكوس
- هوذة الحنفي
- شيبة بن ربيعة العبشمي
- إيثيلبيرت
- عتيبة بن الحارث التميمي
- المثقب العبدي
- النعمان بن المنذر
- الإمبراطورة سويكو
- تميم بن مقبل
- عامر بن الطفيل
- خديجة بنت خويلد
- فاطمة بنت أسد
- أبو جهل
- شاربيرت دي هيسباي
- شاربيرت دي هيسباي
- عروة بن الورد
- سهيل بن عمرو
- ريكارد الأول
- ايزيدور الأشبيلي
- الإمبراطور غاوزو من تانغ
- الخطاب بن نفيل
- صفرونيوس
- قنسطنطينا (إمبراطورة)
- لبيد بن ربيعة
- يوستاسيوس
- سعيد بن يربوع المخزومي
- حسان بن ثابت
- سراقة الأكبر بن مرداس
- شيندازيونث
- الحارث بن هشام
- ضمرة بن ضمرة
- سيزبوت
- سرجيوس الأول
- سيزبوت
- ماروثا التكريتي
- الحكم بن أبي العاص
- العباس بن عبد المطلب
- الهذيل بن هبيرة
- حمزة بن عبد المطلب
- سلمان الفارسي
- ريجونث
- سبريشوع الراهب
- صفية بنت عبد المطلب
- أنس بن مدرك
- عتبة بن ربيعة
- أعشى قيس
- الأعشى الهزاني
- المثنى بن حارثة الشيباني
- ثيوديليندا
- شيلديبيرت الثاني
- فاطمة العامرية
- طالب بن أبي طالب
- صفية بنت عبد المطلب
- أبو سفيان بن الحارث
- نوفل بن خويلد
- عدي بن حاتم الطائي
- الخنساء
- ساويرا سابوخت
- سعد بن عبيد
- عمرو بن العاص
- قيس عبد الرشيد
- هرقل
- شوتوكو تايشي
- مار كبرئيل
- أم هانئ بنت أبي طالب
- سعيد بن سعيد بن العاص
- عقيل بن أبي طالب
- عبد يغوث الحارثي
- رشيد الدين علي بن خليفة
- يوحنا السلمي
- عبد الله بن جحش
- أبو لبابة الأنصاري
- أم سلمة
- إيشوعياب الثالث
- ثمامة بن أثال
- فابيا إودوكيا
- فيتاليان
- كبشة بنت رافع الأنصارية
- مكسيموس المعترف
- زيد بن حارثة
- عبد الرحمن بن عوف
- عتبة بن غزوان
- عقيل بن أبي طالب
- ثيودوسيوس (ابن موريكيوس)
- سحيم بن وثيل الرياحي
- خولة بنت جعفر الحنفية
- عتبة بن غزوان
- كلوتير الثاني
- صعصعة بن ناجية الدارمي
- أبو الدرداء
- إدوين ملك نورثمبريا
- ثيوديبيرت الثاني
- عامر بن فهيرة
- أبو طلحة الأنصاري
- الحارث بن حسان
- ثيودوريك الثاني
- ربيعة بن طريف العنبري
- صعصعة بن ناجية الدارمي
- أبو حذيفة بن عتبة
- عبيدة بن سعيد بن العاص
- أم حبيبة
- براهماغوبتا
- محمد بن مسلمة
- عبيد الله بن جحش
- يعلى بن أمية التميمي
- عمرو بن أبي عمرو
- سويد بن كراع العكلي
- الأرقم بن أبي الأرقم
- بنيامين الأول (بابا الإسكندرية)
- بوران دخت
- بيروز الثاني
- تيودور رشتوني
- زينب بنت جحش
- قباد الثاني
- هارش
- فاطمة بنت عتبة بن ربيعة
- عمرو بن معاذ
- سودة بنت زمعة
- العاص بن منبه
- أبو قيس بن الوليد بن المغيرة
- أم جندب الأزدية
- خالد بن الوليد
- دحية الكلبي
- عرفجة بن هرثمة البارقي
- هشام بن الوليد
- أويس القرني المرادي
- الإمبراطورة كوغيوكو
- لبابة الكبرى
- ذو الشمالين بن عبد عمرو
- سليمان بن صرد
- عبد الله بن سهيل
- عبد الله بن مسعود
- ميمونة بنت الحارث
- أسماء بنت أبي بكر
- أم سلمة
- الإمبراطور كوتوكو
- زينب بنت خزيمة
- عاصم بن خليفة الضبي
- عمرو بن شأس الأسدي
- زينب بنت محمد
- الإمبراطور تايزونج
- الأشعث بن قيس
- سيجيبيرت الثاني
- حريث بن محفض
- أبو ليلى بن فدكي
- تشيونتسانغ
- أدالوالد ملك اللومبارد
- أبو الأسود الدؤلي
- أبو هريرة
- داجوبيرت الأول
- رقية بنت محمد
- أم كلثوم بنت محمد
- أوزوالد
- عائشة بنت أبي بكر
- سجاح بنت الحارث
- عكرمة بن أبي جهل
- مارتينا (إمبراطورة)
- الأميرة بينغ يانغ
- عبد الله بن سبأ
- كاندراكيرتي
- مالك بن عوف النصري
- ابن مالك
- البراء بن عازب
- المغيرة بن شعبة
- باسكارا الأول
- حميد بن ثور
- أبو موسى الأشعري
- أبو أمية بن المغيرة
- حبيب بن مظاهر الأسدي
- حفصة بنت عمر
- داجوبيرت الأول
- سيسيناند
- عبد الله بن يقطر
- فاطمة الزهراء
- الملكة سيونديوك
- بيندا
- روثاري ملك اللومبارد
- كوبرات
- جيبيك
- أنانيا شيراكاتسي
- جج بن سيلائج
- دوناس
- زيد بن ثابت
- عبد الله بن أبي بكر
- عمرو بن ميمون
- جويرية بنت الحارث
- سلمة بن ذؤيب
- غالب بن صعصعة
- أنس بن مالك
- لاون الثاني
- خليد بن قرة التميمي
- الأشهب بن رميلة التميمي
- أوزوي
- أيمن بن أم أيمن
- حمزة بن عمرو
- سليمان بن خالد بن الوليد
- عبد الله بن عمر بن الخطاب
- عتاب بن أسيد
- قسطنطين الثالث
- أبو سعيد الخدري
- الفضل بن العباس
- أسامة بن زيد
- المهاجر بن خالد بن الوليد
- تشن زهنغ
- جوانشير
- عبد الرحمن بن خالد بن الوليد
- أم سعيد بنت عروة الثقفية
- الطفيل بن عمرو الدوسي
- حارثة بن بدر الغيداني
- عبد الله بن عباس
- حبيب بن مسلمة
- سد (قديس)
- سليم بن قيس
- عبد الله بن عثمان بن عفان
- عمر بن أبي سلمة
- أبو الجوزاء الربعي
- أديوداتوس الثاني
- أردشير الثالث
- سراقة البارقي
- مسلم بن عقبة
- عبيدة بن الحارث
- واقد بن عبد الله

## وفيات
- وفاة عبد المطلب بن هاشم
- وفاة عبد الله بن عبد المطلب
- وفاة آمنة بنت وهب
- وفاة أبو طالب
- وفاة خديجة بنت خويلد
- وفاة القاسم بن محمد
- وفاة عبد الله بن محمد
- صخر بن نهشل
- الشنفرى
- جستن الأول
- ثيودريك
- آق سنقر السلاري
- يوحنا الأول
- جبلة بن الحارث
- الفند الزماني
- ذو نواس
- سعد بن مالك
- شمشون المضياف
- فيلكس الرابع
- قطن بن نهشل الدارمي
- الإمبراطور كيتاي
- باوي (عسكري)
- عدي بن ربيعة
- قباذ بن فيروز
- امرؤ القيس بن أبان
- بونيفاس الثاني
- فولجانس دي روسبي
- كيوس (الإمبراطورية الساسانية)
- هلدريق
- أتالاريك
- أنتيميوس الترالسي
- الإمبراطور أنكان
- جساس بن مرة
- سيرديك وسكس
- مارسيلينوس كوميس
- أمالاسونثا
- تيموثاوس الثالث (بابا الإسكندرية)
- يوحنا الثاني
- أغابيتس الأول
- المازري
- ثيوداهاد
- إيزيدور من ميليتوس
- سيلفريوس
- سويرس الأنطاكي
- الإمبراطور سينكا
- واكو ملك اللومبارد
- أوطوقيوس
- الملك كالب
- امرؤ القيس
- ديغانغا
- عمرو بن قميئة
- تريبونيان
- دوروثيوس
- فيتيجس
- سريدوس غزة
- سكولاستيكا
- ماركو أراتور (كاتب)
- دنيسيوس الصغير
- صولومون (جنرال بيزنطي)
- أبو دواد الإيادي
- القديس ميداردوس
- سطوطزاس
- كلوتيلد
- إيرينا (قائد أمازيغي)
- بندكت النيرسي
- ثيودورا (القرن السادس)
- ثيوديبيرت الأول
- ثيوديس
- سيرجيوس التلي
- أريابهتا
- القديس ألبينوس الأنجيهري
- المرقش الأكبر
- جيرمانوس
- الإمبراطور وو من ليانغ
- أبا الأول
- الخاقان بومين
- توتيلا
- غريغنتيوس
- ميناس (بطريرك القسطنطينية)
- تيا ملك القوط الشرقيين
- جيلمار
- أخيلا الأول
- المنذر بن امرئ القيس
- الأفوه
- البيذق (مؤرخ)
- السفاح التغلبي
- فيجيليوس
- شيلديبيرت الأول
- كيرلس السكيثوبوليسي
- أودوين ملك اللومبارد
- جابر بن حني التغلبي
- زوسيماس الفلسطيني
- ساينرك
- عبيد بن الأبرص
- بلاجيوس الأول
- كلوتير الأول
- كوتزيناس
- أفنون التغلبي
- زهير بن جناب الكلبي
- بروكوبيوس القيسراني
- بيليساريوس
- جستينيان الأول
- ثيؤدوسيوس الأول (بابا الإسكندرية)
- شاربيرت الأول
- كونيموند ملك الغبيديين
- تشن وان
- أبوليناريوس بطريرك الإسكندرية
- الحارث بن جبلة
- طرفة بن العبد
- عمرو بن المنذر
- أولمبردس الصغير
- ابن هشام اللخمي
- المرقش الأصغر
- عبد الله بن عبد المطلب
- غيلداس
- مسروق بن أبرهة
- يوحنا النحوي
- الإمبراطور كيمي
- ألبوين ملك اللومبارد
- روزاموند الغبيدية
- الخرنق بنت بدر
- سيف بن ذي يزن
- عبد الله بن العجلان النهدي
- فخر النساء البغدادية
- كليف ملك اللومبارد
- مييان (قديس)
- نارسيس
- يوحنا الثالث (بابا روما)
- بطرس الرابع (بابا الإسكندرية)
- فاطمة بنت عمرو
- أحوديمه
- سيجيبيرت الأول
- نفيل بن عبد العزى
- جستين الثاني
- حاتم الطائي
- عبد المطلب بن هاشم
- غارمول
- يعقوب البرادعي
- يوحنا ملاس
- آمنة بنت وهب
- بريندان
- بندكت الأول
- كسرى الأول
- الحارث بن حلزة اليشكري
- المتلمس
- المنذر بن المنذر (الثاني)
- امرؤ القيس بن حمام الكلبي
- معقر البارقي
- خويلد بن أسد
- شيلبيريك الأول
- عمرو بن كلثوم
- كاسيودوروس
- الإمبراطور بيداتسو
- فلافيوس ديوسقورس
- إبراهيم الكشكري الكبير
- القديس جوفان
- ليوفيجيلد
- يوحنا الأفسسي
- الإمبراطور يومي
- المثقب العبدي
- النباش بن زرارة التميمي
- باغا قاغان
- آزين غوشناسب
- أوثاري ملك اللومبارد
- البراض بن قيس الكناني
- بلاجيوس الثاني
- بهرام سياوشان
- ساراميس الأكبر
- فرخان (القرن السادس)
- لميس بن سعد البارقي
- هرمز الرابع
- ديوي
- الإمبراطور سوشون
- بهرام جوبين
- جونتران
- عبد المسيح بن عسلة
- زوتو دوق بينيفينتو
- إينو أناستازيا
- بول (والد موريكيوس)
- غاريبالد الأول من بافاريا
- كريدا
- موشيغ الثاني ماميكونيان
- إفاغريوس سكولاستيكوس
- دختنوس بنت لقيط
- البرج بن مسهر الطائي
- شيلديبيرت الثاني
- تشي يي
- فريدجوند
- كولومبا
- هشام بن المغيرة
- الأسود بن يعفر النهشلي
- الحارث بن ظالم المري
- القاسم بن محمد
- النعمان بن حميضة البارقي
- سلامة بن جندل
- عدي بن زيد العبادي
- هوذة الحنفي
- ويستهم
- تالييسن
- المنذر الثالث بن الحارث
- بيتروس (قربلاط)
- تيبريوس (ابن موريكيوس)
- ثيودوسيوس (ابن موريكيوس)
- كومينتيولوس
- موريكيوس
- ريكارد الأول
- أوغسطين أسقف كانتربيري
- الإمبراطور وين من سوي
- النابغة الذبياني
- سبريشوع الراهب
- غريغوري الأول
- قنسطنطينا (إمبراطورة)
- نارسيس (قائد لموريكيوس)
- يوحنا السلمي
- المنخل اليشكري
- بونيفاس الثالث
- حرب بن أمية
- عروة بن الورد
- أولوجيوس الأول
- أيدان ماك غابرين
- عنترة بن شداد
- هرم بن سنان
- المغيرة بن عبد الله المخزومي
- النعمان بن المنذر
- الهامرز
- ثيودور الأول بطريرك الإسكندرية
- زهير بن أبي سلمى
- الطفيل الغنوي
- فوقاس
- هرقل الأكبر
- ورقة بن نوفل
- القديسة فلورنتينا
- بسطام بن قيس
- ثيوديبيرت الثاني
- فابيا إودوكيا
- كعب الغنوي
- جيزولف الثاني من فريولي
- ثيودوريك الثاني
- سيجيبيرت الثاني
- عتيبة بن أبي لهب
- بونيفاس الرابع
- سمية بنت خباط
- أديوداتوس الأول
- رادبود (ملك الفريزيين)
- يوحنا موسكوس
- أوس بن حجر
- العاص بن وائل
- سيزبوت
- البراء بن معرور

## قائمة السنوات
| السنة    | ما يقابلها بالميلادي            | أهم الأحداث                                                     |
| -------- | ------------------------------- | --------------------------------------------------------------- |
| 100 ق هـ | 8 يوليو 525 إلى 26 يونيو 526    |                                                                 |
| 99 ق هـ  | 27 يونيو 526 إلى 15 يونيو 527   |                                                                 |
| 98 ق هـ  | 16 يونيو 527 إلى 3 يونيو 528    | وفاة جستين الأول                                                |
| 97 ق هـ  | 4 يونيو 528 إلى 24 مايو 529     |                                                                 |
| 96 ق هـ  | 25 مايو 529 إلى 13 مايو 530     |                                                                 |
| 95 ق هـ  | 14 مايو 530 إلى 3 مايو 531      |                                                                 |
| 94 ق هـ  | 4 مايو 531 إلى 22 أبريل 532     |                                                                 |
| 93 ق هـ  | 23 أبريل 532 إلى 11 أبريل 533   |                                                                 |
| 92 ق هـ  | 12 أبريل 533 إلى 31 مارس 534    |                                                                 |
| 91 ق هـ  | 1 أبريل 534 إلى 20 مارس 535     |                                                                 |
| 90 ق هـ  | 21 مارس 535 إلى 8 مارس 536      |                                                                 |
| 89 ق هـ  | 9 مارس 536 إلى 26 فبراير 537    |                                                                 |
| 88 ق هـ  | 27 فبراير 537 إلى 16 فبراير 538 | ولادة أبو طالب بن عبد المطلب                                    |
| 87 ق هـ  | 17 فبراير 538 إلى 5 فبراير 539  |                                                                 |
| 86 ق هـ  | 6 فبراير 539 إلى 26 يناير 540   |                                                                 |
| 85 ق هـ  | 27 يناير 540 إلى 14 يناير 541   |                                                                 |
| 84 ق هـ  | 15 يناير 541 إلى 3 يناير 542    |                                                                 |
| 83 ق هـ  | 4 يناير إلى 23 ديسمبر 542       |                                                                 |
| 82 ق هـ  | 24 ديسمبر 542 إلى 12 ديسمبر 543 |                                                                 |
| 81 ق هـ  | 13 ديسمبر 543 إلى 1 ديسمبر 544  |                                                                 |
| 80 ق هـ  | 2 ديسمبر 544 إلى 21 نوفمبر 545  |                                                                 |
| 79 ق هـ  | 22 نوفمبر 545 إلى 10 نوفمبر 546 |                                                                 |
| 78 ق هـ  | 11 نوفمبر 546 إلى 30 أكتوبر 547 | ولادة أبو لهب                                                   |
| 77 ق هـ  | 31 أكتوبر 547 إلى 18 أكتوبر 548 |                                                                 |
| 76 ق هـ  | 19 أكتوبر 548 إلى 7 أكتوبر 549  |                                                                 |
| 75 ق هـ  | 8 أكتوبر 549 إلى 27 سبتمبر 550  |                                                                 |
| 74 ق هـ  | 28 سبتمبر 550 إلى 16 سبتمبر 551 |                                                                 |
| 73 ق هـ  | 17 سبتمبر 551 إلى 5 سبتمبر 552  |                                                                 |
| 72 ق هـ  | 6 سبتمبر 552 إلى 25 أغسطس 553   |                                                                 |
| 71 ق هـ  | 26 أغسطس 553 إلى 14 أغسطس 554   |                                                                 |
| 70 ق هـ  | 15 أغسطس 554 إلى 4 أغسطس 555    |                                                                 |
| 69 ق هـ  | 5 أغسطس 555 إلى 23 يوليو 556    |                                                                 |
| 68 ق هـ  | 24 يوليو 556 إلى 12 يوليو 557   |                                                                 |
| 67 ق هـ  | 13 يوليو 557 إلى 2 يوليو 558    |                                                                 |
| 66 ق هـ  | 3 يوليو 558 إلى 22 يونيو 559    |                                                                 |
| 65 ق هـ  | 23 يونيو 559 إلى 10 يونيو 560   |                                                                 |
| 64 ق هـ  | 11 يونيو 560 إلى 30 مايو 561    |                                                                 |
| 63 ق هـ  | 31 مايو 561 إلى 19 مايو 562     |                                                                 |
| 62 ق هـ  | 20 مايو 562 إلى 9 مايو 563      |                                                                 |
| 61 ق هـ  | 10 مايو 563 إلى 27 أبريل 564    |                                                                 |
| 60 ق هـ  | 28 أبريل 564 إلى 17 أبريل 565   | ولادة حسان بن ثابت                                              |
| 59 ق هـ  | 18 أبريل 565 إلى 6 أبريل 566    | وفاة جستينيان الأول                                             |
| 58 ق هـ  | 7 أبريل 566 إلى 27 مارس 567     |                                                                 |
| 57 ق هـ  | 28 مارس 567 إلى 15 مارس 568     |                                                                 |
| 56 ق هـ  | 16 مارس 568 إلى 4 مارس 569      | ولادة العباس بن عبد المطلب                                      |
| 55 ق هـ  | 5 مارس 569 إلى 21 فبراير 570    |                                                                 |
| 54 ق هـ  | 22 فبراير 570 إلى 11 فبراير 571 | ولادة حمزة بن عبد المطلب                                        |
| 53 ق هـ  | 12 فبراير 571 إلى 31 يناير 572  | ولادة نبي الإسلام محمد بن عبد الله ووفاة عبد الله بن عبد المطلب |
| 52 ق هـ  | 1 فبراير 572 إلى 20 يناير 573   |                                                                 |
| 51 ق هـ  | 21 يناير 573 إلى 9 يناير 574    |                                                                 |
| 50 ق هـ  | 10 يناير إلى 30 ديسمبر 574      | ولادة أبو بكر الصديق                                            |
| 49 ق هـ  | 31 ديسمبر 574 إلى 19 ديسمبر 575 |                                                                 |
| 48 ق هـ  | 20 ديسمبر 575 إلى 7 ديسمبر 576  |                                                                 |
| 47 ق هـ  | 8 ديسمبر 576 إلى 26 نوفمبر 577  | وفاة آمنة بنت وهب وولادة عثمان بن عفان                          |
| 46 ق هـ  | 27 نوفمبر 577 إلى 16 نوفمبر 578 | وفاة جستين الثاني                                               |
| 45 ق هـ  | 17 نوفمبر 578 إلى 5 نوفمبر 579  | وفاة عبد المطلب بن هاشم وكسرى الأول                             |
| 44 ق هـ  | 6 نوفمبر 579 إلى 25 أكتوبر 580  |                                                                 |
| 43 ق هـ  | 26 أكتوبر 580 إلى 14 أكتوبر 581 |                                                                 |
| 42 ق هـ  | 15 أكتوبر 581 إلى 3 أكتوبر 582  | وفاة تيبريوس الثاني                                             |
| 41 ق هـ  | 4 أكتوبر 582 إلى 22 سبتمبر 583  |                                                                 |
| 40 ق هـ  | 23 سبتمبر 583 إلى 10 سبتمبر 584 | ولادة عمر بن الخطاب                                             |
| 39 ق هـ  | 11 سبتمبر 584 إلى 31 أغسطس 585  |                                                                 |
| 38 ق هـ  | 1 سبتمبر 585 إلى 21 أغسطس 586   |                                                                 |
| 37 ق هـ  | 22 أغسطس 586 إلى 10 أغسطس 587   |                                                                 |
| 36 ق هـ  | 11 أغسطس 587 إلى 30 يوليو 588   |                                                                 |
| 35 ق هـ  | 31 يوليو 588 إلى 19 يوليو 589   |                                                                 |
| 34 ق هـ  | 20 يوليو 589 إلى 8 يوليو 590    |                                                                 |
| 33 ق هـ  | 9 يوليو 590 إلى 27 يونيو 591    |                                                                 |
| 32 ق هـ  | 28 يونيو 591 إلى 16 يونيو 592   |                                                                 |
| 31 ق هـ  | 17 يونيو 592 إلى 5 يونيو 593    |                                                                 |
| 30 ق هـ  | 6 يونيو 593 إلى 26 مايو 594     |                                                                 |
| 29 ق هـ  | 27 مايو 594 إلى 15 مايو 595     |                                                                 |
| 28 ق هـ  | 16 مايو 595 إلى 4 مايو 596      |                                                                 |
| 27 ق هـ  | 5 مايو 596 إلى 23 أبريل 597     |                                                                 |
| 26 ق هـ  | 24 أبريل 597 إلى 12 أبريل 598   |                                                                 |
| 25 ق هـ  | 13 أبريل 598 إلى 1 أبريل 599    |                                                                 |
| 24 ق هـ  | 2 أبريل 599 إلى 21 مارس 600     |                                                                 |
| 23 ق هـ  | 22 مارس 600 إلى 11 مارس 601     | ولادة علي بن أبي طالب                                           |
| 22 ق هـ  | 12 مارس 601 إلى 28 فبراير 602   |                                                                 |
| 21 ق هـ  | 1 مارس 602 إلى 17 فبراير 603    | وفاة موريس واندلاع الحرب الساسانية البيزنطية                    |
| 20 ق هـ  | 18 فبراير 603 إلى 6 فبراير 604  |                                                                 |
| 19 ق هـ  | 7 فبراير 604 إلى 25 يناير 605   |                                                                 |
| 18 ق هـ  | 26 يناير 605 إلى 15 يناير 606   |                                                                 |
| 17 ق هـ  | 16 يناير 606 إلى 4 يناير 607    |                                                                 |
| 16 ق هـ  | 5 يناير إلى 25 ديسمبر 607       |                                                                 |
| 15 ق هـ  | 26 ديسمبر 607 إلى 14 ديسمبر 608 |                                                                 |
| 14 ق هـ  | 15 ديسمبر 608 إلى 3 ديسمبر 609  |                                                                 |
| 13 ق هـ  | 4 ديسمبر 609 إلى 22 نوفمبر 610  | ابتداء نزول القرآن في شهر رمضان ووفاة فوقاس                     |
| 12 ق هـ  | 23 نوفمبر 610 إلى 11 نوفمبر 611 |                                                                 |
| 11 ق هـ  | 12 نوفمبر 611 إلى 30 أكتوبر 612 |                                                                 |
| 10 ق هـ  | 31 أكتوبر 612 إلى 20 أكتوبر 613 | بدء الجهر بالدعوة للإسلام                                       |
| 9 ق هـ   | 21 أكتوبر 613 إلى 9 أكتوبر 614  |                                                                 |
| 8 ق هـ   | 10 أكتوبر 614 إلى 29 سبتمبر 615 | الهجرة إلى الحبشة                                               |
| 7 ق هـ   | 30 سبتمبر 615 إلى 17 سبتمبر 616 |                                                                 |
| 6 ق هـ   | 18 سبتمبر 616 إلى 6 سبتمبر 617  | حصار النبي محمد في شعب أبي طالب                                 |
| 5 ق هـ   | 7 سبتمبر 617 إلى 26 أغسطس 618   |                                                                 |
| 4 ق هـ   | 27 أغسطس 618 إلى 16 أغسطس 619   |                                                                 |
| 3 ق هـ   | 17 أغسطس 619 إلى 4 أغسطس 620    | وفاة خديجة بنت خويلد وأبو طالب                                  |
| 2 ق هـ   | 5 أغسطس 620 إلى 25 يوليو 621    |                                                                 |
| 1 ق هـ   | 26 يوليو 621 إلى 15 يوليو 622   |                                                                 |